# Christiane Kadjo
Christiane Kadjo (Costa d'Ivori, segle XX) és una economista cofundadora el 1992 de la ONG Education et Developpement que es dedica a la formació i promoció de la dona.
Llicenciada en Ciències Empresarials i Comerç, ha treballat en empreses com Bull i un dels princiapals bancs del seu país, el Banc Internacional pel Comerç i la Indústria de Costa d'Ivori (BICICI), però va deixar el món empresarial per centrar-se en les iniciatives solidàries. Considera que les dones han estat les principals víctimes dels enfrontaments bèl·lics de Costa d'Ivori per la "mentalitat que encara privilegia als homes pel que fa a l'educació". El 2011 va rebre el premi Harambee Africa International. Considera que "qui ajuda una dona, ajuda a la nació sencera".
L'ONG Education et Developpement ha construït centres de formació professional als barris pobres d'Abidjan i Yamoussoucro. La primera iniciativa de l'entitat va ser crear el centre Yarani a Abidjan amb programes per la formació professional acadèmica i ràpida, el mateix que després es va fer a Yamoussoukro. Amb la guerra les instal·lacions van resultar danyades i les van haver de reconstruir. Entre els centres Yaraní, Eventail i Okassou el 2011 havien estudiat 4.000 dones.